# Arthur Hornbui Bell

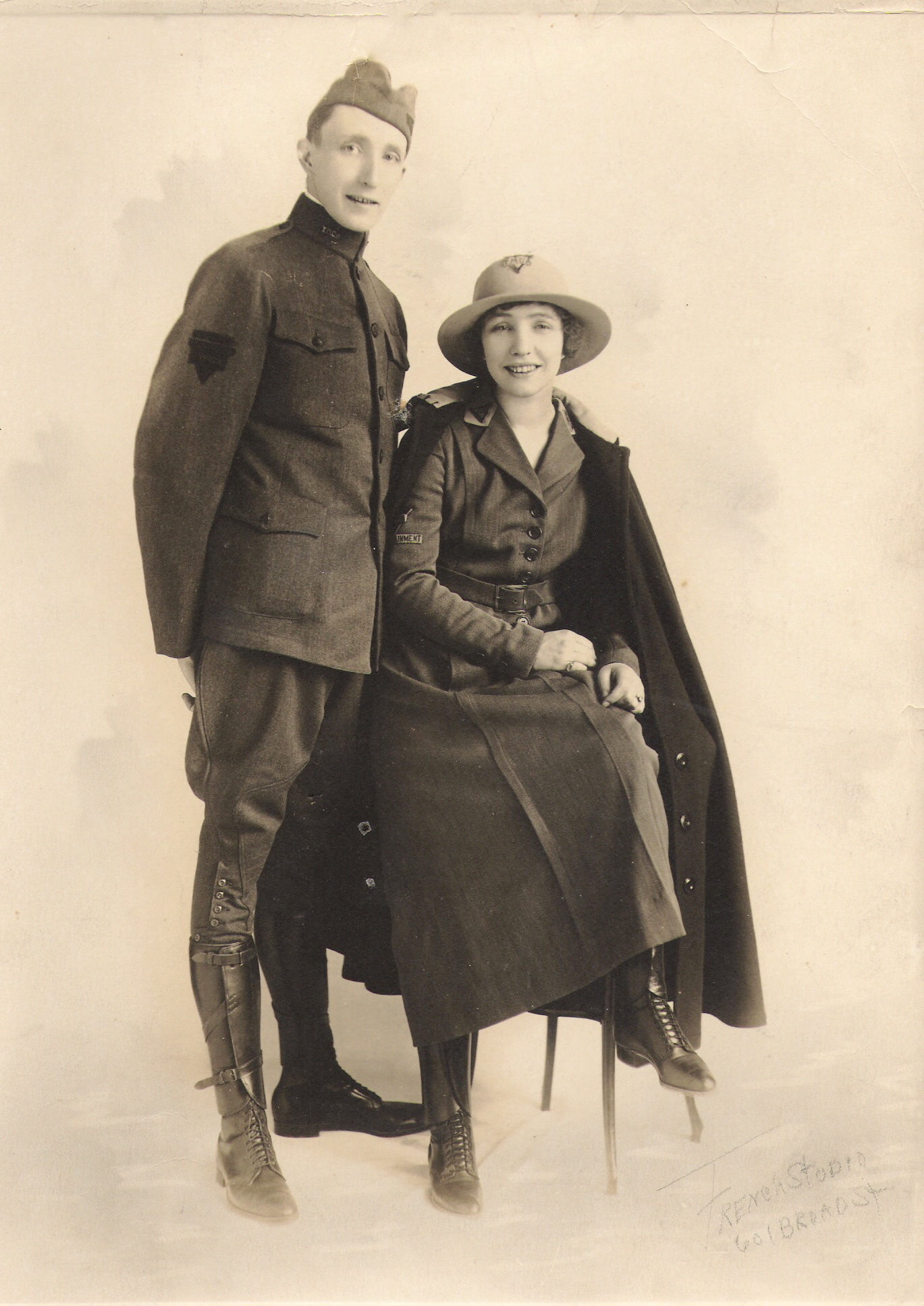
Arthur H. Bell und seine Frau Leah Bell

Arthur Hornbui Bell (* 14. Februar 1891 in New York City; † März 1973 vermutlich in Bloomfield, New Jersey) war ein US-amerikanischer Kleinkünstler und Rassist. Er war der „Grand Dragon“ (Leiter eines Staates) des Ku-Klux-Klan in New Jersey. Verschiedenen Quellen nach war er außerdem als Anwalt tätig.

## Leben

### Kindheit und Jugend
Arthur Hornoi Bell wurde in New York City als Sohn eines Engländers geboren. Zusammen mit seiner Frau Leah, geborene Hamlin, trat er als Varieté-Duo namens „Bell and Bell“ Nach dem Ersten Weltkrieg traten sie gemeinsam vor US-Truppen in Europa für „Y“ und die „Overseas Theater League“ der YMCA auf. Leah Bell fuhr während der Vorstellung Einrad und die beiden hatten eine Bauchredner-Show. Die Show wurde von Benjamin Franklin Keith organisiert und hatte Auftritte in Belgien, England, Frankreich und den Niederlanden.

### Im Ku-Klux-Klan
Um 1922 wurde Bell „Grand Dragon“ des Ku-Klux-Klans in New Jersey und blieb in dieser Position bis 1940. Seine Frau leitete die „Women of the Ku Klux Klan“ in New Jersey und sprach regelmäßig auf Klanveranstaltungen. Die beiden Klanorganisationen galten als relativ friedlich im Vergleich zum Rest des Klans. 1925 schrieb er eine Einleitung zu Alma Whites Pro-Klan-Buch The Ku Klux Klan in Prophecy.
1926 schrieb er eine weitere Einleitung zum Buch Klansmen: Guardians of Liberty. Als Kopf des Klans war er verantwortlich dafür, dass die ehemalige Militärbasis Camp Evans zu einem Sommerlager des Klans wurde. Im gleichen Jahr wurden ihm 1.596,96 US-Dollar bezahlt, um den Sohn des „King Kleagle“ (eine Art Oberoffizier) vor einer Anklage wegen Untreue zu retten. 1928 griff er New Yorks Gouverneur Alfred E. Smith an und bezeichnete ihn als unfähig, die Geschicke des Staates zu lenken.
Bell war außerdem Vizepräsident des German American Bund. 1940 gelang es James Colescott ihn als Klananführer abzulösen. Im gleichen Jahr versuchte ihm das Komitee für unamerikanische Umtriebe unter Leitung von Martin Dies junior nachzuweisen, dass er gemeinsame Sache mit den Nationalsozialisten machen würde und er versucht hätte, den Klan mit den Nazis zusammenzubringen. Bell wurde vom militärischen Geheimdienst interviewt und das Verfahren wurde letztlich eingestellt.
Später änderte Bell seine Überzeugungen und erklärte in der Presse, dass Toleranz als Schulfach gepredigt werden sollte.

## Veröffentlichungen
- The Ku Klux Klan Or the Knights of Columbus Klan: America Or Rome. 1921.
- Klansmen: Guardians of Liberty von Alma White (Einleitung).